# Villar del Buey
Villar del Buey – gmina w Hiszpanii, w prowincji Zamora, w Kastylii i León, o powierzchni 134,23 km². W 2011 roku gmina liczyła 700 mieszkańców.